# Copa Aldao 1946
La Copa Aldao 1946 fue la decimoséptima edición del torneo organizado por AFA y AUF. Se disputó con partidos de ida y vuelta. Enfrentó a San Lorenzo de Almagro, ganador del Campeonato de Primera División 1946; y Nacional, ganador del Campeonato de Primera División 1946.
Esta edición se disputó con partidos de ida y vuelta. El partido de ida se disputó el 26 de marzo de 1948 en el Estadio Tomás Adolfo Ducó de Huracán en Buenos Aires. El partido de vuelta se jugó el 28 de abril de 1948 en el Estadio Centenario de Montevideo. El campeonato fue disputado de manera no oficial. Ganaron un partido cada uno y Nacional se consagró campeón ganando la serie por 9 a 5 (3-2 de ida y 7-2 de vuelta).
Fue la edición con más goles convertidos, totalizando un total de 14 anotaciones.

## Clubes clasificados
Clasificaron como campeones de 1946 en sus respectivas ligas.
| AFA (Argentina) |  | San Lorenzo |  | Campeón de Primera División de Argentina (1946) |
| AUF (Uruguay)   |  | Nacional    |  | Campeón de Primera División de Uruguay (1946)   |

## Partidos
| 26 de marzo de 1948 | San Lorenzo                          | 3:2 | Nacional              | Estadio Tomás Adolfo Ducó, Buenos Aires |                  |
|                     | Rinaldo Martino ?' · René Pontoni ?' |     | Juan Ramón Orlandi ?' | Árbitro(s): Ruiz                        | Árbitro(s): Ruiz |

| 28 de abril de 1948 | Nacional                                                                                | 7:2 | San Lorenzo                           | Estadio Centenario, Montevideo |                             |
|                     | Luis Ernesto Castro ?' · Atilio García 13', 32', 46', 65', 82' · Juan Ramón Orlandi 47' |     | Armando Farro ?' · Rinaldo Martino ?' | Árbitro(s): Nobel Valentini    | Árbitro(s): Nobel Valentini |

|                             |
| Bandera de Uruguay          |
| Campeón Nacional 6.º título |